# Ашагы-Вейсалли
Ашагы-Вейсалли (азерб. Aşağı Veysəlli) — село в Физулинском районе Азербайджана. Расположено на левом берегу реки Карасу, в 17 км к северо-востоку от города Физули.

## История
Село основано выходцами из расположенного неподалёку села Юхары Вейсалли.
В ходе Первой карабахской войны перешло под контроль непризнанной непризнанной НКР, согласно административно-территориальному делению которой было расположено в Мартунинском районе.
20 октября 2020 года Президент Азербайджана Ильхам Алиев объявил, что в ходе Второй карабахской войны азербайджанская армия вернула контроль над селом. В январе 2021 года Минобороны Азербайджана опубликовало видео из села.

## Достопримечательности
В Ашагы-Вейсалли располагается исторический памятник XIV века — мавзолей Мирали.

## Население
В 1970-х годах в Ашагы-Вейсалли проживало 706 человек.